# Radoviš
Radoviš (makedonska: Радовиш [ˈradɔviʃ] lyssna (fil)) är en stad i kommunen Radoviš i östra Nordmakedonien. Staden ligger söder om berget Plačkovica, cirka 94 kilometer sydost om Skopje och cirka 27 kilometer nordväst om Strumica. Floden Radoviš rinner igenom staden. Radoviš hade 14 460 invånare vid folkräkningen år 2021.
Staden tros ha uppkommit i början av 1000-talet när Basileios II regerade.
Av invånarna i Radoviš är 84,68 % makedonier, 12,65 % turkar och 1,89 % romer (2021).

## Transport
Huvudbilvägen Štip–Radoviš–Strumica är viktig för Radoviš, bland annat för transportsystemet och stadens ekonomi. Vägen förbinder Radoviš med övriga landet och är även viktig för godstransport och diverse.

## Kända personer ifrån Radoviš
- Sibel Redzep, svensk/turkisk sångerska

## Bildgalleri

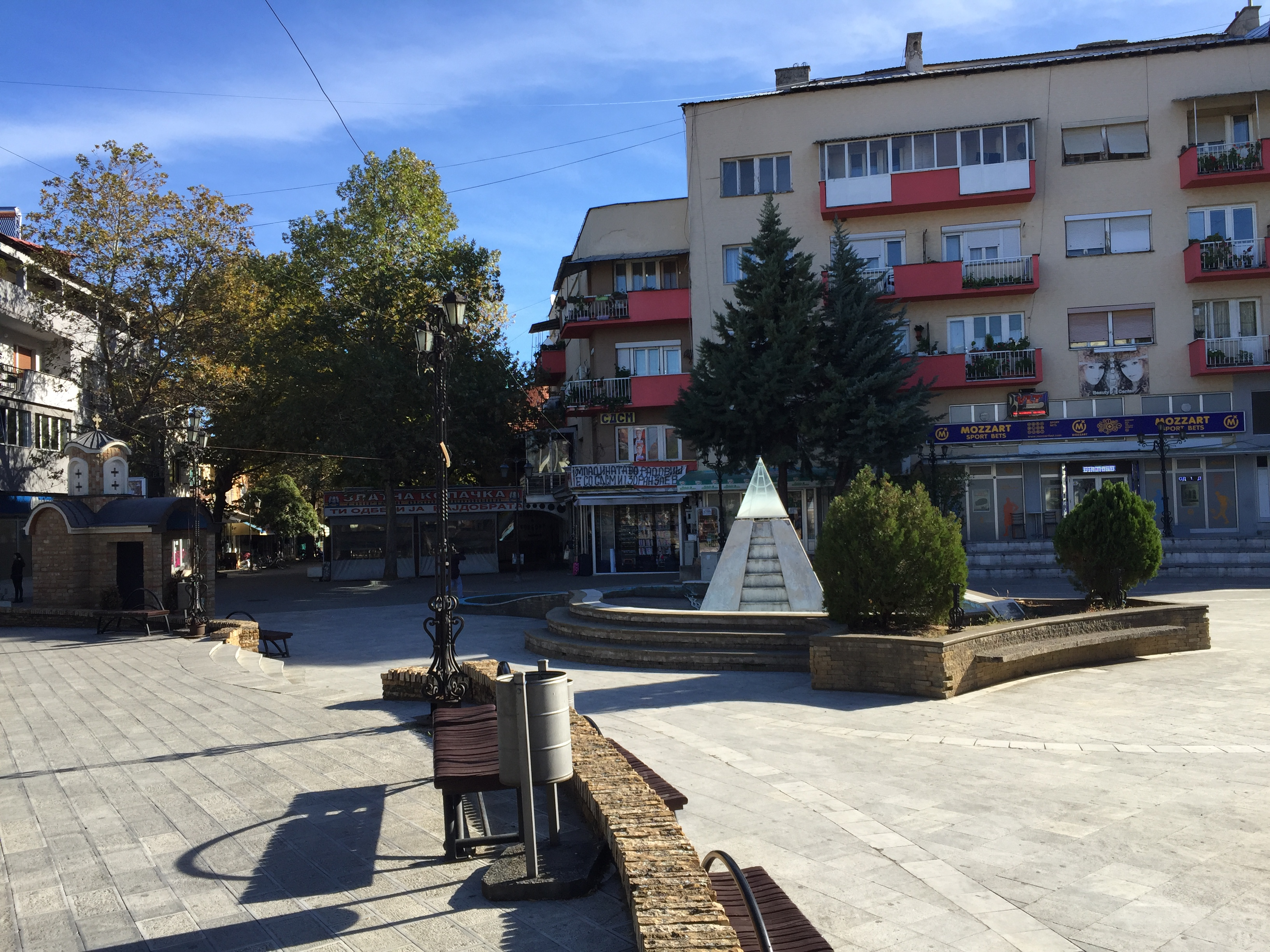
Centrala Radoviš.
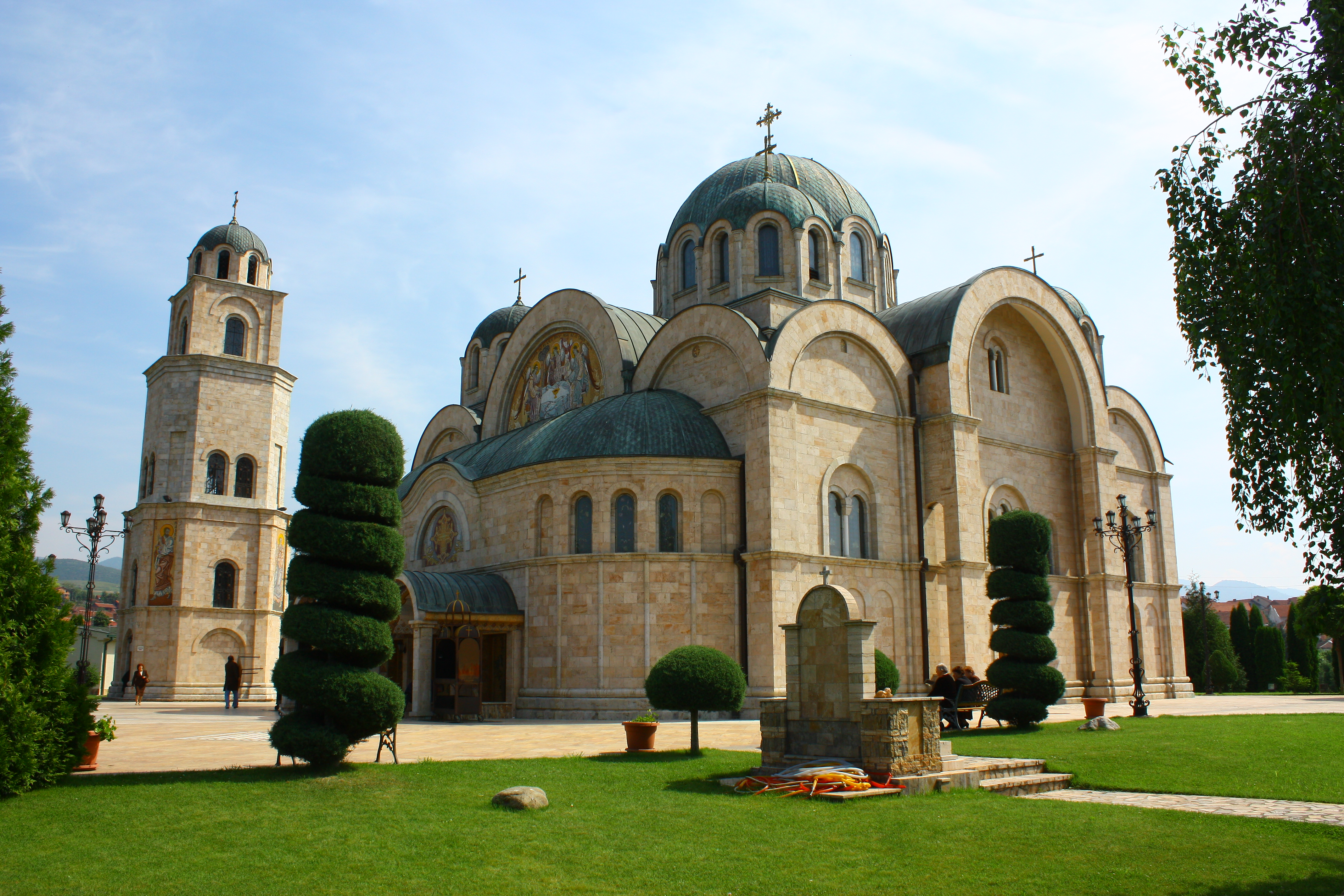
Ortodox kyrka i Radoviš.
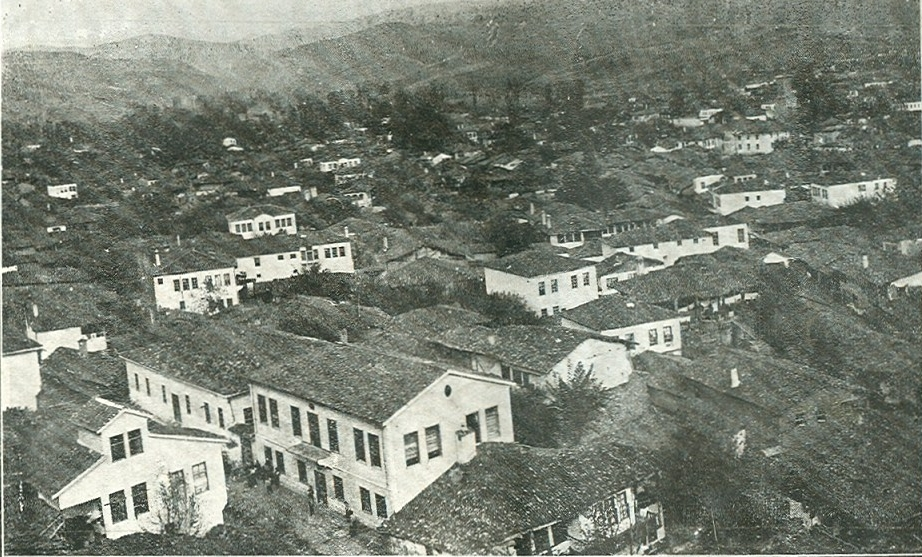
Radoviš, cirka 1916.